# Contea di Majiang
La contea di Majiang (麻江县S, Májiāng XiànP) è una contea della Cina, situata nella provincia del Guizhou e amministrata dalla prefettura autonoma miao e dong di Qiandongnan.